# Гасанов, Али Шамиль оглы
Али Шамиль оглы Гасанов (азерб. Əli Şamil oğlı Həsənov; род. 10 апреля 1948, Джебраильский район) — государственный и политический деятель. Вице-премьер правительства Азербайджана (1998—2019). Глава Государственного комитета по делам беженцев и вынужденных переселенцев (1998—2018).

## Биография
Родился 10 апреля 1948 года в Джебраильском районе Азербайджанской ССР. В 1969 году окончил факультет нефте-механики Азербайджанского института нефти и химии.

### Карьера
С 1978 года заместитель директора «ХимПром». В 1980 году избран вторым секретарем Сумгаитского партийного комитета.
В 1993 году назначен заместителем, с 1994 года первым заместителем президента «АзерХимия». В 1997 году работал в Государственном комитете по контролю над использованием природных ресурсов.
С 18 сентября 1998 года назначен вице-премьером правительства Азербайджана и председателем Государственного комитета по работе с беженцами и вынужденными переселенцами. Член комитета по международной гуманитарной помощи. Под управлением Али Гасанова были ликвидированы палаточные городки беженцев из Армении и вынужденных переселенцев из Карабаха. На международной конференции, посвященной 20-летию восстановления независимости Азербайджана вице-премьер заявил:

 Когда необходимы энергетические ресурсы, Азербайджан нужен всем, а когда нужно решить проблему Карабаха, она не решается. По моему мнению, единственная причина в том, что в мире есть несправедливость. Как можно решить этот конфликт? Я считаю, что все должны отойти в сторону и оставить Азербайджан лицом к лицу с Арменией.
По распоряжению президента Азербайджана от 21 октября 2019 года был освобождён от должности вице-премьера правительства.

## Награды
- Орден «Честь» (11 апреля 2023 года) — за многолетнюю плодотворную деятельность на государственной службе в Азербайджанской Республике[8]
- Орден «Слава» (9 апреля 2008 года) — за плодотворную деятельность на государственной службе в Азербайджанской Республике[9]
- Орден «За службу Отечеству» II степени (20 апреля 2018 года) — за плодотворную деятельность в решении социальных вопросов беженцев и вынужденных переселенцев в Азербайджанской Республике[10]